# Liste der Kulturdenkmale in Karlsruhe-Wolfartsweier

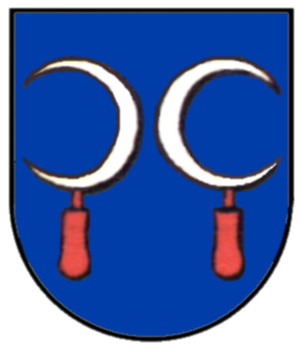
Wappen von Wolfartsweier

In der Liste der Kulturdenkmale in Karlsruhe-Wolfartsweier werden alle unbeweglichen Bau- und Kunstdenkmale in Wolfartsweier aufgelistet, die in der städtischen „Datenbank der Kulturdenkmale“ geführt sind. 
Diese Liste ist nicht rechtsverbindlich. Eine rechtsverbindliche Auskunft ist lediglich auf Anfrage bei der Unteren Denkmalschutzbehörde der Stadt Karlsruhe erhältlich.

## Wolfartsweier
| Bild           | Bezeichnung                                                  | Lage                                      | Datierung             | Beschreibung | ID |
| -------------- | ------------------------------------------------------------ | ----------------------------------------- | --------------------- | --- | -- |
|                | Grenzsteine                                                  | Alte Gemarkungsgrenze Wolfartsweier       |                       | Sie sind mit WS gekennzeichnet, teilweise datiert, hauptsächlich aus dem 18. und Anfang 19. Jahrhundert. Geschützt nach § 2 DSchG |    |
| Weitere Bilder | Schrotturm der Sprenkapsel- und Zündhütchenfabrik (bis 1972) | Am Zündhütle                              | 1952                  | Schrotturm, erbaut im Jahre 1952 Geschützt nach § 2 DSchG |    |
|                | Haus Horst Antes                                             | Burgstraße 29                             | 1967                  | Haus Horst Antes, Villa mit Garten, Holzskelettbau mit großem Pultdach und Deckung aus Welleternit, überdachte Terrasse, Garten mit Terrassierungen und Skulpturen, errichtet 1967 nach Plänen des Architekten Rudolf Kleine des Büros Rossmann und Partner aus Karlsruhe. Geschützt nach § 2 DSchG |    |
|                | Atelierhaus Horst Antes                                      | Hohenbergstr. 11 (Flst.21491)             | 1970                  | Ehemaliger Lagerschuppen einer Kohlehandlung, durch Heinz Mohl umgebaut, zugehörige Gartenanlage, 1970/71 Geschützt nach § 2 DSchG |    |
| Weitere Bilder | Rathaus Wolfartsweier                                        | Rathausstr. 1 (Flst. 20039)               | 1730                  | Rathaus, von 1730, erneuert 1935. Zweigeschossiger Putzbau, Rathaustürmchen auf dem Dach. Geschützt nach § 2 DSchG |    |
| Weitere Bilder | Wolfsbrunnen                                                 | Rathausstr. 1 (Flst. 20039)               | 1864                  | Der steinerne Trog des sogenannten Wolfsbrunnens ist mit „1864“ bezeichnet; Brunnenstock mit Wolfskopf von 1935. Geschützt nach § 2 DSchG |    |
| Weitere Bilder | Gasthaus „Zum Rössle“, heute Wohnhaus                        | Steinkreuzstr. 33 (Flst. 20005/5)         | 1767                  | Zweigeschossiges traufständiges Torfahrthaus mit Seitengebäude. Erstmals erwähnt 1767, Erweiterung 1830er Jahre. Geschützt nach § 2 DSchG |    |
| Weitere Bilder | Steinkreuz                                                   | Steinkreuzstraße (Flst. 20307)            | (?)                   | Das Steinkreuz - mit Rebmesser - steht heute am westlichen Ortsausgang in einer Grünanlage. Denkmal nach § 28 Übergangsregelung Denkmalschutzgesetz Geschützt nach § 28 DSchG |    |
| Weitere Bilder | Wohnhaus einer ehemaligen Hofanlage                          | Wettersteinstr. 6 (Flst. 20091)           | 18. Jh.               | Eingeschossiges Fachwerkhaus über hohem Sockel, zweite Hälfte 18. Jahrhundert. Geschützt nach § 2 DSchG |    |
| Weitere Bilder | Laufbrunnen                                                  | Wettersteinstr. 9 (Flstnr. 20041)         | 1893                  | Der Steintrog weist die Datierung „1893“ auf; anlässlich der Einweihung der Wasserleitung in Wolfartsweier, gusseiserner Brunnenstock der Fa. Bopp & Beuthe, Mannheim Geschützt nach § 2 DSchG |    |
| Weitere Bilder | Evangelische Jakobskirche (Sachgesamtheit)                   | Wettersteinstr. 17 (Flst. 20057) (Karte)  | 13. Jh., 1744 (Anbau) | Die evangelische Jakobskirche ist im Kern spätromanisch, Langhaus 1744–45 von Johann Heinrich Arnold, 1984/85 erweitert. Mit Bruchsteinmauer und Rundbogentor zum Friedhof, 19. Jahrhundert, Gefallenendenkmal 1870/71, Grabmäler. Die Kirche in Wolfartsweier wurde nicht immer „Jakobskirche“ genannt. In einer Kaufurkunde von 1488 findet sich der Name „St. Margaretha“. Diese Dorfkirche wird ins 13. Jahrhundert datiert, ein genaues Erbauungsjahr fehlt jedoch. Als Baden-Durlach 1556 protestantisch wurde, verschwindet auch der Name der Heiligen Margaretha in den Akten. Warum sie Jakobskirche heißt, ist unklar. Zweimal erweiterte die Gemeinde ihre Kirche. 1744 verlängerte man das Kirchenschiff um eine Fenstereinheit nach Westen, und 1985 fügte man dem Schiff einen westlichen Vorbau an und verbreiterte den Innenraum auch nach Norden. Man gab die Ostung auf und arrangierte das Kirchengestühl zentralbauartig um den nun an der Nordwand aufgestellten Altar. Denkmal nach § 28 Übergangsregelung Denkmalschutzgesetz Geschützt nach § 28 DSchG |    |
|                | Gemarkungsgrenzstein Wolfartweier                            | Wolfartsweierer Wald Gewann (Flst. 21482) | 19. Jh.               | Der Gemarkungsgrenzstein Wolfartweier ist bezeichnet mit „Z I S WW 5“ und „2“ (seitlich) Geschützt nach § 2 DSchG |    |